# Djurgårdens IF Fotboll 1941/1942
Djurgårdens IF Fotboll, spelade 1941/1942 i Division 2 Norra, man kom på 5:e plats.
Med ett hemmapubliksnitt på 2382 blev Hans Stelius lagets bäste målskyttmed 7 mål.
I och med sista omgången spelade Djurgården bort Hammarby IF chanser att gå upp i Allsvenskan.
Matchen slutade 2-2, vilket innebar att Hammarby hade samma poäng, men hade sämre målskillnad än IK Brage.